# St. Georg (Wyhlen)

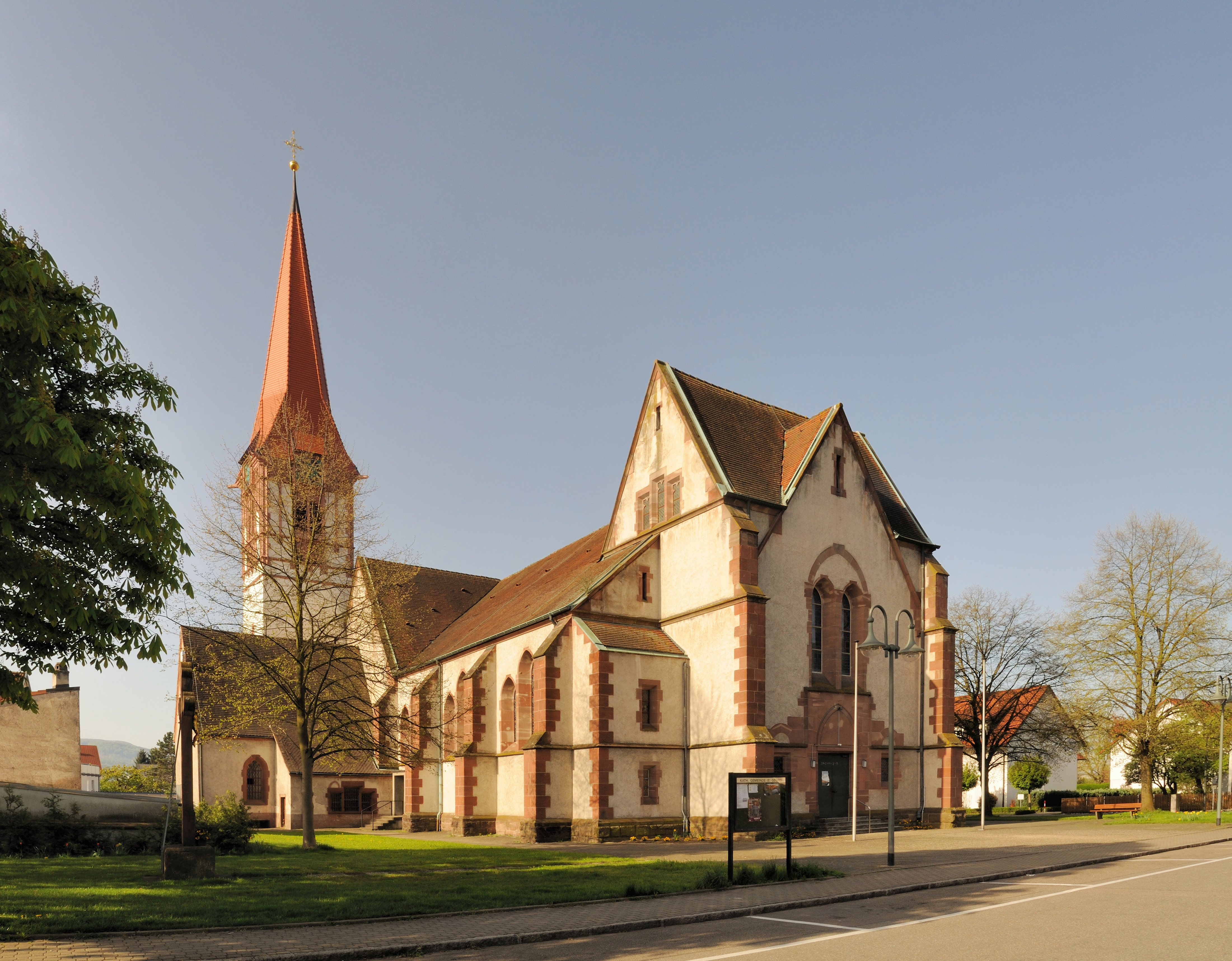
Wyhlener Georgskirche

St. Georg im südbadischen Grenzach-Wyhlen ist eine katholische Pfarrkirche, deren Ursprung bis ins 13. Jahrhundert nachgewiesen ist. Anfang des 20. Jahrhunderts wurde das Gotteshaus im neugotischen Stil umgebaut.

## Lage
Die Kirche St. Georg steht im westlichen Teil des Ortes Wyhlen. Die in einem Wohngebiet gelegene Kirche wird umgeben von einer losen Bebauung teilweise älterer Wohnhäuser.  Im Süden und Westen des Kirchengebäudes befinden sich der katholische Kindergarten, das Pfarrbüro und Gemeindehaus. Nach Norden zum Hauptportal ist ein kleiner Vorplatz.

## Geschichte

### Vorgeschichte
Der erste Geistliche in Wyhlen („plebanus in Wilon“) wird 1275 erwähnt, die erste Pfarrkirche („parrochia ecclesie de Wilon“) 1283. Der damalige Standort am Rande des Dorfes war bewusst so gewählt, dass Wyhlen zusammen mit zwei weiteren Siedlungen die Kirche gemeinsam nutzen konnte.
Vermutlich ersetzte im 15. Jahrhundert am gleichen Ort eine gotische Kirche den Vorgängerbau. Das einschiffige Bauwerk schloss mit einem geradlinigen Chor und besaß ein zweieinhalbfaches Kreuzgewölbe. Die Fenster ohne Maßwerk waren spitzbogig; an der Nordseite befand sich ein Okulus. Die Erbauung des Chors wird auf das Jahr 1416 datiert, nachdem der Ort 1409 im Basler Krieg zerstört worden war. Südlich des Chors stand ein viergeschossiger, mit einem Satteldach gedeckter Glockenturm. Ein Wappenschild am Westportal trägt die Jahreszahl 1628.

### Heutige Kirche
Nachdem die Kirche bereits in den Jahren 1878 bis 1879 Renovierungen unterzogen werden musste, entschloss man sich 1906 zu einem Umbau im neugotischen Stil unter teilweiser Wiederwendung der alten Bausubstanz. Dabei wurde das Sakramentshaus von 1415 in den Neubau des Chors eingebunden. Bis in die 1960er Jahre besaß die Kirche noch einen Dachreiter an der Vierung am Querhaus des Hauptportals, der die kleine Taufglocke beherbergte. Dieser musste jedoch aus Sicherheitsgründen abgebrochen werden.
In den Jahren 1970 bis 1971 erhielt das Gotteshaus im Rahmen von Renovierungsarbeiten neue Fenster am Langhaus, einen Zelebrationsaltar und einen Ambo. An Stelle des rechten Seitenaltars setzte man einen Taufstein. Dazu kam eine Umgestaltung, um den Reformen des Zweiten Vatikanischen Konzils gerecht zu werden. So übermalte man die dekorativen Ornamente an den Pfeilern und der Decke, die 1920 und 1925 durch den Waldshuter Künstler Carl Bertsche 1885–1942) erschaffen worden waren. Dem Eingriff fiel auch das Gesprenge des von Moroder 1913 mit einem Aufsatz versehenen Hochaltars sowie weitere Innenausstattung zum Opfer.
In den 2000er Jahren restaurierte man die Fassade des Glockenturms. Die Außenrenovierung des Langhauses begann im Sommer 2015 und wurde im Frühjahr 2018 abgeschlossen. Die Kirche erhielt an der Ostseite zudem einen barrierefreien Zugang.

## Beschreibung

### Kirchenbau

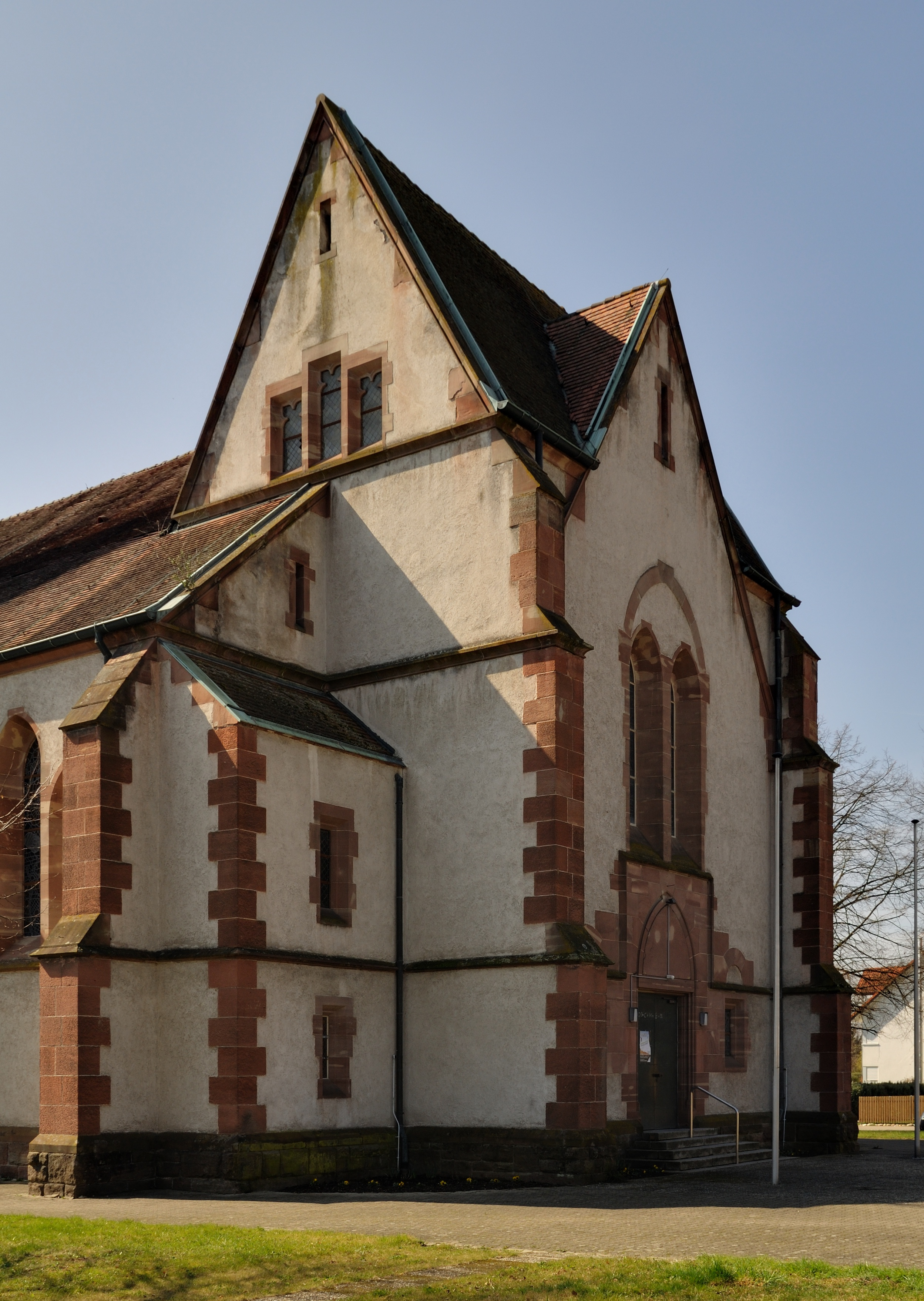
Querhaus mit Eingangsportal

Das Langhaus der dreischiffigen Georgskirche in Wyhlen wird an seinen beiden Enden von einem Querbau durchkreuzt. Am kleineren befindet sich das Hauptportal, im größeren und höheren sind der Chor und die Sakristei untergebracht. Der Baukörper besitzt ein Satteldach, das von den Satteldächern der Querbauten durchkreuzt wird. Die Außenwände von Chor und Langhaus sind durch Strebepfeiler und zwei Seitenportale gegliedert. Die Kirche ist 38,8 Meter lang, 17,2 Meter breit und 12 Meter hoch.
Den 48,7 Meter hohen Glockenturm mit quadratischem Grundriss stockte man Anfang des 20. Jahrhunderts im Vergleich zum Vorgängerbau um eine Etage auf, so dass er über vier Geschosse verfügt; der alte Turm maß bis zur Firsthöhe nur 24,7 Meter. Im obersten Stock befindet sich zu jeder Seite je eine rundbogige Klangarkade. Über den Arkaden trägt der Turm auf jeder Seite ein Zifferblatt der Turmuhr mit 1,64 Meter Durchmesser. Die goldenen Zeiger weisen auf ein schwarzes Band mit goldenen römischen Ziffern vor türkisem quadratischem Grund. Das Dach wird von einer hohen und schlanken Pyramide gebildet.

### Innenraum und Ausstattung

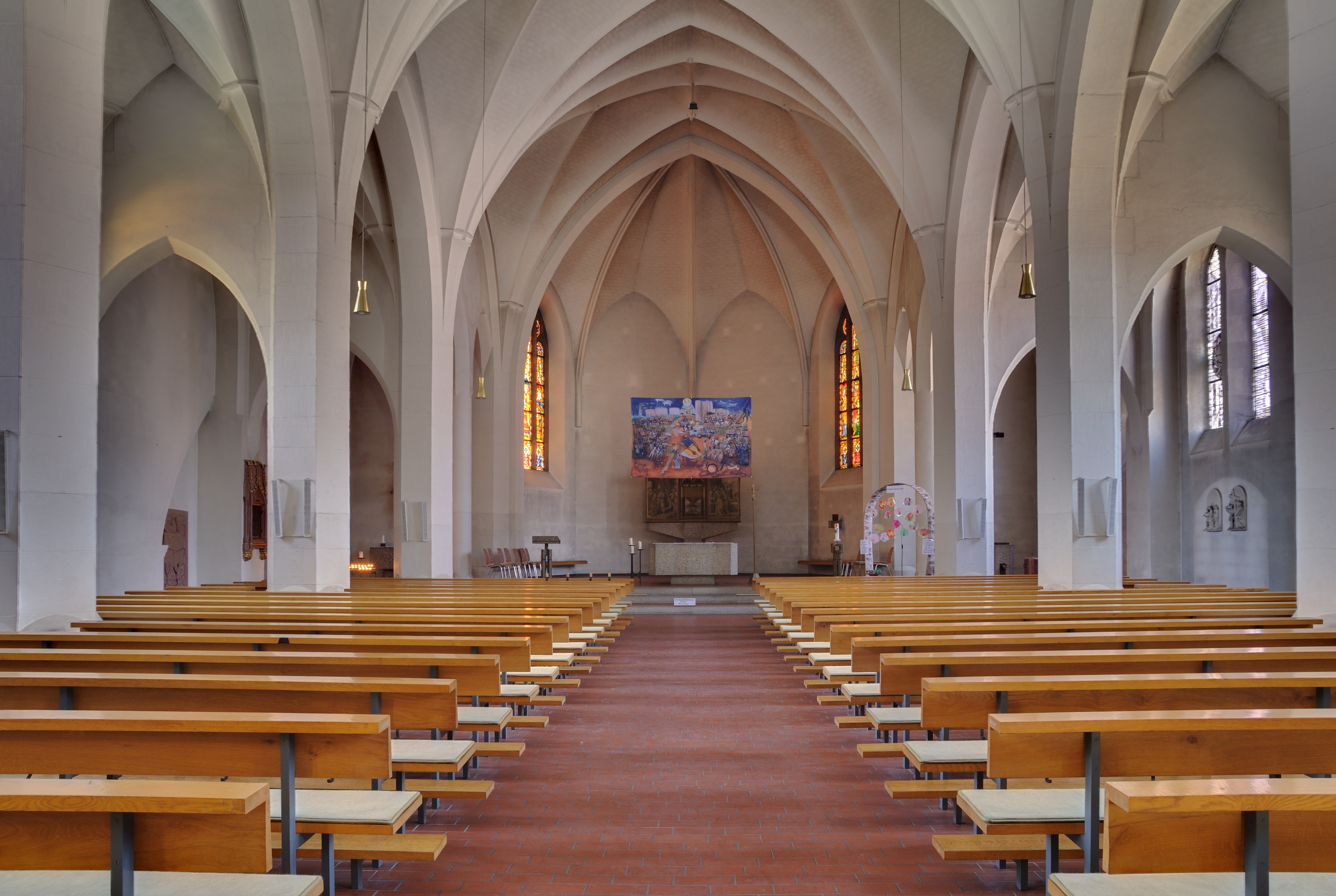
Blick ins Langhaus in Richtung Altar

Das Mittelschiff ist durch je vier sechseckige Säulen und eine Rundsäule von den beiden Seitenschiffen getrennt. Die Kirchenschiffe wie auch der Chor sind mit reich gegliedertem, spitzbogigem Gewölbe überspannt. Die Verglasung der Langhausfenster hat das Thema „Der neue Himmel und die neue Erde“ und wurde durch den Karlsruher Künstler Emil Wachter entworfen.

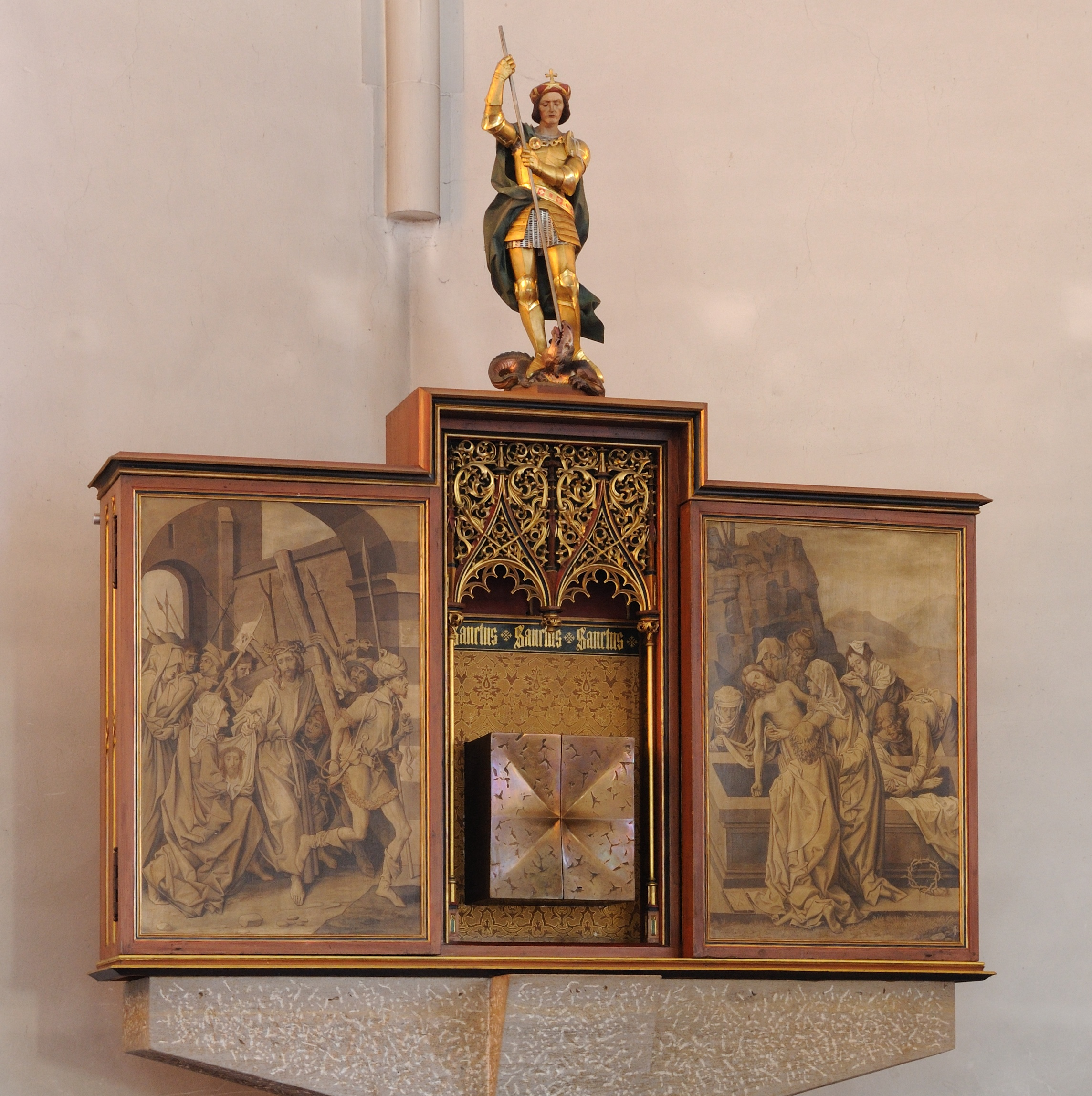
Flügelaltar, hier während der Passionszeit geschlossen

Die Glasfenster im Chor mit Maßwerk zeigen die Heiligenfiguren Katharina, Georg, Elisabeth sowie Maria, Josef und Anna. An der Ostwand des Chors befindet sich ein Epitaph, welches an Gervasius Prothasius von Baden († 27. April 1677) erinnert. Rechts vom Epitaph ist in einem Pfeiler ein gotisches, mit eisernem Gitter verschlossenes Sakramentshaus aus dem Jahr 1436 eingebaut. Im Chor stehen ein Zelebrationsaltar aus Jurakalk und ein Ambo.
Der Hauptaltar ist ein neugotischer Flügelaltar in Form eines Triptychons. Das Tabernakel im Mittelteil ist mit den Figuren des heiligen Fridolin, Mauritius, Beatus, Bernhardus und Konradus geschmückt. Auf dem linken Flügel ist die Anbetung Jesu durch die Heiligen Drei Könige zu sehen, rechts die Auferstehung. Der Flügelaltar wurde von dem Offenburger Künstler Franz Joseph Simmler um 1900 gestaltet.
In den Seitenschiffen befindet sich ein vierzehn Stationen umfassender Kreuzweg als Reliefarbeit. Aus der Vorgängerkirche stammt das barocke Kreuz mit plastischer Darstellung des gekreuzigten Jesus.

### Orgel
Die Orgel von Fischer und Krämer aus Schlatt bei Freiburg aus dem Jahr 1972 befindet sich auf einer Empore über dem Hauptportal. Das Instrument mit mechanischer Spiel- und elektrischer Registertraktur verfügt über 27 Register auf zwei Manualen und Pedal.
| I Rückpositiv C–g3 |                 |      |
| 1.                 | Holzgedackt     | 8'   |
| 2.                 | Quintatön       | 8'   |
| 3.                 | Principal       | 4'   |
| 4.                 | Rohrflöte       | 4'   |
| 5.                 | Flageolet       | 2'   |
| 6.                 | Octävlein       | 1'   |
| 7.                 | Quintan II      |      |
| 8.                 | Scharfzimbel IV | 2⁄3′ |
| 9.                 | Cromorne        | 8'   |
|                    | Tremulant       |      |

| II Hauptwerk C–g3 |             |        |
| 10.               | Bordun      | 16'    |
| 11.               | Principal   | 8'     |
| 12.               | Holzflöte   | 8'     |
| 13.               | Octave      | 4'     |
| 14.               | Blockflöte  | 4'     |
| 15.               | Nasat       | 2 ⁄3′  |
| 16.               | Octave      | 2'     |
| 17.               | Terz        | 1 3⁄5′ |
| 18.               | Cornett V   | 8'     |
| 19.               | Mixtur V-VI | 1 ⁄3′  |
| 20.               | Trompete    | 8'     |
|                   | Tremulant   |        |

| Pedalwerk C–f1 |                |       |
| 21.            | Untersatz      | 16'   |
| 22.            | Principalbass  | 8'    |
| 23.            | Gedecktbass    | 8'    |
| 24.            | Holzoctave     | 4'    |
| 25.            | Piffaro II     | 2'+1' |
| 26.            | Rauschbass III | 1 ⁄3′ |
| 27.            | Posaune        | 16'   |

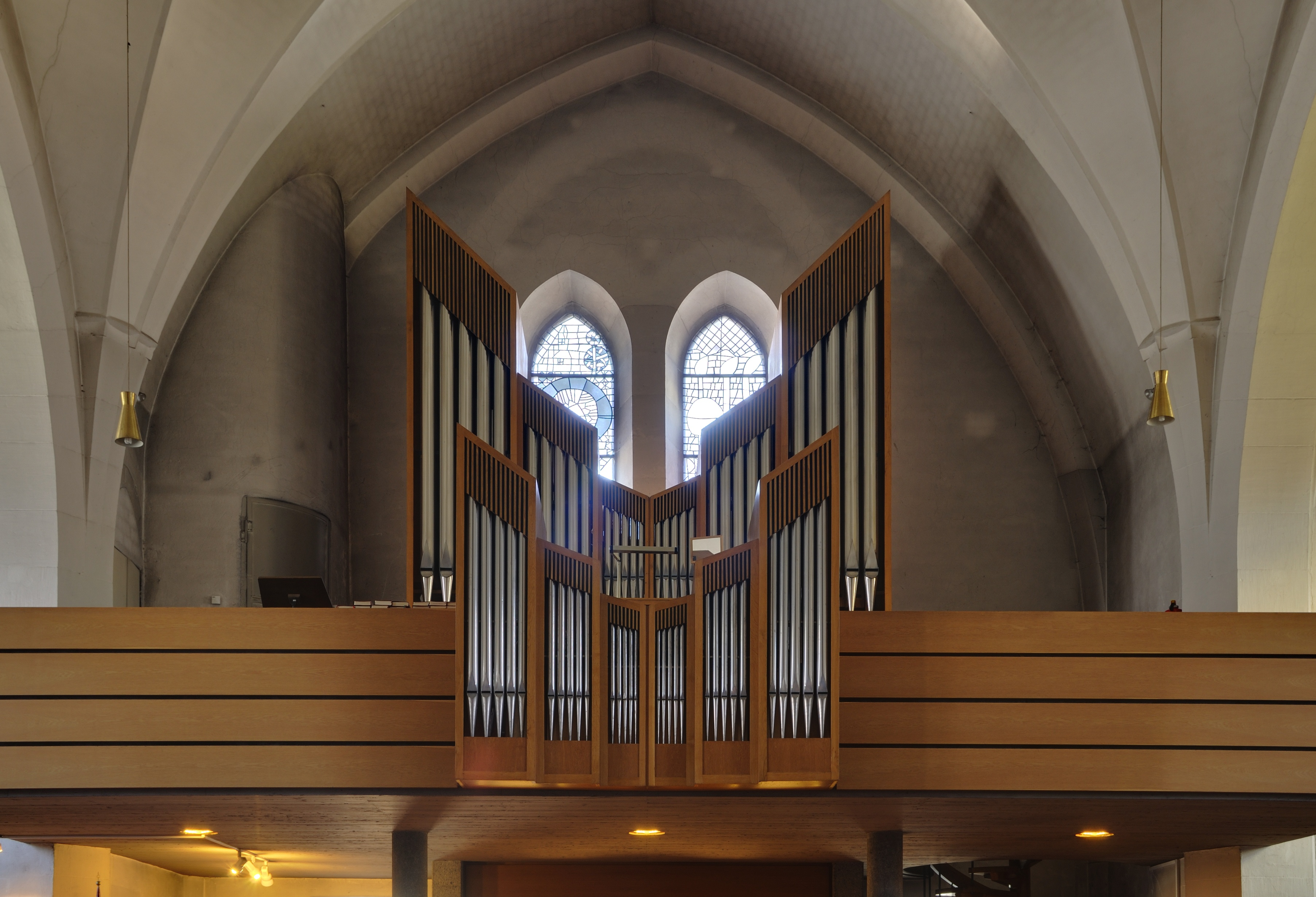
Blick auf die Orgel

- Koppeln: III (Koppelmanual) I/P, II/P

### Glocken
Die Vorgängerkirche muss bereits im Jahr 1632 Glocken gehabt haben, wie eine Inschrift im damaligen Glockenstuhl belegt. Die erste Glocke, die zweifelsfrei nachgewiesen werden konnte, stammt aus dem Jahr 1690 und trägt die Inschrift „Hans Friedrich Weitenauer goss mich zu Basel für eine einsame Gemeinn Willen anno 1690“. Sowohl im Deutsch-Französischen Krieg 1870/1871 als auch in den beiden Weltkriegen mussten die größten Glocken kriegsbedingt abgegeben werden.
Das heutige Geläut wurde am 26. Oktober 1963 in einer feierlichen Prozession von der Wallfahrtskapelle Himmelpforte an die Georgskirche gebracht und einen Tag später geweiht.
Das fünfstimmige Glockengeläut von St. Georg wurde 1963 von F. W. Schilling in Heidelberg aus Bronze gegossen und setzt sich wie folgt zusammen:

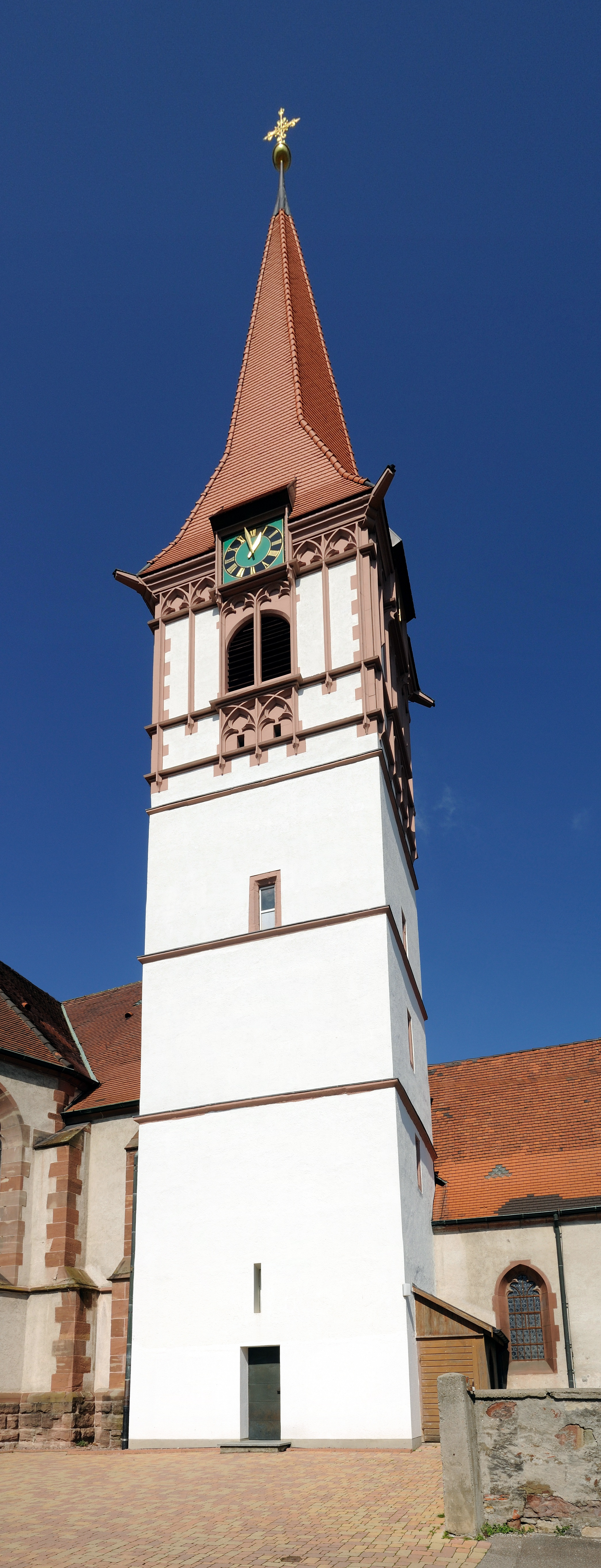
Glockenturm

| Nr. | Name               | Gewicht | Durchmesser | Schlagton | Inschrift                                                                                            |
| --- | ------------------ | ------- | ----------- | --------- | --- |
| 1   | Christkönigsglocke | 1697 kg | 1366 mm     | d′-4      | Jesus König aller Zeit – Hochgelobt in Ewigkeit                                                      |
| 2   | St.-Anna-Glocke    | 893 kg  | 1109 mm     | f′-2      | St. Anna Mutter groß – O hilf uns selig werden                                                       |
| 3   | Georgsglocke       | 758 kg  | 1041 mm     | g′-4      | St. Georg, hilf uns streiten in unserem Lebenskrieg, und führe uns zum Sieg                          |
| 4   | Marienglocke       | 433 kg  | 0857 mm     | b′-2      | Wir grüßen Dich o Königin des Himmel und der Erd, und legen Dir zu Füßen hin, all, was lieb und wert |
| 5   | Schutzengelglocke  | 300 kg  | 0763 mm     | c″-2      | Hl. Schutzengel mein, laß mich dir empfohlen sein                                                    |